# ローダ (小惑星)
ローダ (907 Rhoda) は小惑星帯に位置する小惑星である。ハイデルベルクのケーニッヒシュトゥール天文台でマックス・ヴォルフによって発見された。
アメリカ合衆国の天文学者エドワード・エマーソン・バーナードの妻にちなんで命名された。